# Dendrodoris citrina
Dendrodoris citrina is een slakkensoort uit de familie van de Dendrodorididae. De wetenschappelijke naam van de soort is voor het eerst geldig gepubliceerd in 1881 door Cheeseman.